# Corrida Internacional de São Silvestre de 2018
A Corrida Internacional de São Silvestre de 2018 foi a 94ª edição deste evento, realizada no dia 31 de dezembro de 2018, nos arredores do centro da cidade de São Paulo.
A edição contou com 30 mil pessoas inscritas. Iniciou às 9 horas da manhã e teve como ponto de partida e de chegada a Avenida Paulista, próximo ao Edifício Cásper Líbero. O vencedor da corrida masculina foi Belahy Bezabh, da Etiópia. A queniana Sandrafelis Tuei venceu a corrida feminina.

## Resultados

### Masculino
| Pos. | Atleta            | País     | Tempo           | Ref.  |
| ---- | ----------------- | -------- | --------------- | ----- |
| 1º   | Belahy Bezabh     | Etiópia  | 45 min e 3 seg  | [ 3 ] |
| 2º   | Dawit Admasu      | Bahrein  | 45 min e 6 seg  | [ 3 ] |
| 3º   | Amdework Tadese   | Etiópia  | 45 min e 13 seg | [ 3 ] |
| 4º   | Emmanuel Gisamoda | Tanzânia | 45 min e 23 seg | [ 3 ] |
| 5º   | Maxsuel Rotich    | Uganda   | 45 min e 45 seg | [ 3 ] |

### Feminino
| Pos. | Atleta             | País    | Tempo           | Ref.  |
| ---- | ------------------ | ------- | --------------- | ----- |
| 1º   | Sandrafelis Chebet | Quênia  | 50 min e 2 seg  | [ 4 ] |
| 2º   | Pauline Kamulu     | Quênia  | 50 min e 19 seg | [ 4 ] |
| 3º   | Mestawut Truneh    | Etiópia | 52 min e 45 seg | [ 4 ] |
| 4º   | Esther Kakuri      | Quênia  | 52 min e 47 seg | [ 4 ] |
| 5º   | Birthukan Alemu    | Etiópia | 53 min e 6 seg  | [ 4 ] |